# Sessarego
Sessàrego (Sessægu in ligure) è una frazione di 235 abitanti del comune di Bogliasco, da cui dista 3 km, ed è situata ad un'altitudine di 245 m s.l.m.

## Storia
Secondo alcune fonti le origini del paese, situato sulle pendici del monte Cordona, - sono antiche; alcuni scritti menzionano il borgo già nel XII secolo - avendo origini forse più remote - e nei secoli ha mantenuto la struttura medievale originale.
Durante le invasioni dei pirati saraceni, specialmente nel XVI secolo e XVII secolo, quando numerosi borghi marinari delle riviere furono devastati e saccheggiati, qui si rifugiavano gli abitanti di Bogliasco per scampare al pericolo piratesco.
Storicamente seguì le sorti del borgo principale di Bogliasco. Dal 1928 al 1946, assieme alle frazioni di Poggio Favaro-San Bernardo e Corsanico, fece parte del comune di Bogliasco Pieve. Con la nuova separazione in due distinti enti amministrativi, Sessarego tornò ad essere frazione bogliaschina.

## Monumenti e luoghi d'interesse

### Architetture religiose
- Chiesa parrocchiale dell'Ascensione di Nostro Signore Gesù Cristo e Nostra Signora della Neve, documentata dal 1234, anche se l'odierna struttura è risalente alla prima metà del XVII secolo con ristrutturazioni nel corso del XIX secolo. Al suo interno sono presenti alcuni quadri di scuola genovese di pregevole fattura del XVII secolo. La confraternita di Nostra Signora della Neve fu fondata nel 1897.

## Cultura

### Eventi
Nella frazione si svolgono due festività patronali: la prima il 5 agosto nella solennità religiosa della Madonna della Neve, la seconda, quaranta giorni dopo Pasqua, per l'Ascensione.
Nel borgo ha anche sede l'associazione "Sessarego nel Mondo", che svolge ricerche storiche e riunisce tutti i discendenti degli emigranti dall'omonimo cognome che nei secoli scorsi emigrarono soprattutto nelle Americhe.